# Joan Giménez i Giménez
Joan Giménez i Giménez (Barcelona, 1912 - 16 de febrer de 2003) fou un pintor i il·lustrador català. Es formà artísticament al taller dels germans Oslé de Barcelona, i en acabar la guerra civil espanyola marxà a l'exili. El 1947 es va establir com a pintor a ciutat de Mèxic, on va col·laborar a la revista Pont Blau i fou director artístic de Xaloc. Alhora, va exposar al Casino Macedonio Alcalá d'Oaxaca el 1949 i a les Galeries Excelsior de Mèxic el 1958.